# Бретт Гледмен
Бретт Джозеф Гледмен (англ. Brett Joseph Gladman; (19 квітня 1966, Ветасківін, провінція Альберта, Канада) — професор фізики та астрономії в Університеті Британської Колумбії у Ванкувері (Канада). Б. Гледман є першовідкривачем, або співавтором відкриття багатьох небесних тіл у Сонячній системі — астероїдів, комет пояса Койпера та багатьох супутників планет-гігантів:
- Уран: Калібан, Сікоракса, Просперо, Сетебос, Стефано та Фердинанд.
- Сатурн: десяток супутників, кожний з яких названий іменами канадських богів інуїтів, французьких божеств і норвезьких богів, та об'єднаний у групи за темами.
- Нептун: супутник Несо.
- Юпітер: особисто та у спіавторістві відкрито 6 супутників.

Його ім'ям названий астероїд 7638 Гледмен (1984 UX).